# Polypedilum lene
Polypedilum lene är en tvåvingeart som först beskrevs av Becker 1908.  Polypedilum lene ingår i släktet Polypedilum och familjen fjädermyggor. Inga underarter finns listade i Catalogue of Life.